# 旦正
旦正，中华人民共和国政治人物、全国脱贫攻坚先进个人。

## 生平
旦正任甘德县江千乡致富带头人。因在脱贫攻坚战中作出突出贡献，2021年2月25日全国脱贫攻坚总结表彰大会上，旦正被授予“全国脱贫攻坚先进个人”。